# Жогин, Николай Венедиктович
Николай Венедиктович Жогин (1914 — 2002) — заместитель генерального прокурора СССР, государственный советник юстиции 1-го класса (1961), доктор юридических наук (1966), профессор, почётный работник прокуратуры СССР (1982).

## Биография
Родился в семье рабочего-железнодорожника, в 1930 окончил среднюю школу, в 1932 школу фабрично-заводского ученичества треста «Моспромвентиляция». Стал слесарем и получил распределение в Хабаровск на строительство оборонного завода. В феврале 1936 призван в армию, службу проходил в Белорусском военном округе, избран секретарём комитета комсомола батальона. В 1937-1938 следователь районной прокуратуры города Клепики Рязанской области. В 1938-1939 исполняющий обязанности прокурора района того же города. С 1939-1941 прокурор Михайловского района Рязанской области. В 1941-1942 прокурор Рязани. В 1942-1946 прокурор Западно-Казахстанской области. В 1945 окончил Московский заочный юридический институт. В 1946-1948 прокурор Иркутской области. В 1948-1958 прокурор Таджикской ССР. В 1958-1961 прокурор Татарской АССР. Затем до 14 июля 1972 заместитель генерального прокурора СССР. С 17 июля 1972 в течение 7 лет являлся заместителем директора Всесоюзного института по изучению причин и разработке мер предупреждения преступности при генеральной прокуратуре СССР. После выхода на пенсию, с 1979 до 1981 работал профессором-консультантом института. Сферу научных интересов Н. В. Жогина составляли проблемы уголовного процесса и прокурорского надзора.

### Звания
- рядовой (1936);
- государственный советник юстиции 1-го класса (1961).

## Публикации
В 1959 защитил кандидатскую диссертацию на тему: «Уголовно-правовая борьба с преступлениями, составляющими пережитки родового и феодально-байского быта (по материалам Таджикской ССР)». В 1966 докторскую диссертацию на тему: «Теоретические основы прокурорского надзора за предварительным расследованием».

### Научные
- Жогин Н. В. (в соавторстве). Вопросы государственного строительства и законность в Татарии (1917-1922 гг.). Казань, 1960;
- Жогин Н. В. (в соавторстве). Возбуждение уголовного дела. М., 1961;[1]
- Жогин Н. В. Решая судьбу человека. Казань: Татарское книжное издательство, 1961;
- Жогин Н. В., Фаткулин Ф. Н. Предварительное следствие в советском уголовном процессе. — М.: Юрид. лит., 1965;
- Жогин Н. В. Прокурорский надзор за предварительным расследованием уголовных дел. — М.: Юрид. лит., 1968. - 264 с.;

### Художественно-публицистические
- Жогин Н. В., Суконцев А. А. По следам преступлений. Москва: Издательство "Молодая гвардия", 1969;
- Жогин Н. В., Суконцев А.А. Обвинение предъявлено. Москва: Издательство "Молодая гвардия", 1972.